# K'akhi Makharadze
K'akhaber Makharadze, detto K'akhi (in georgiano კახაბერ "კახი" მახარაძე?; Tbilisi, 20 ottobre 1987), è un calciatore georgiano, centrocampista del Gonio.

## Palmarès

### Club

#### Competizioni nazionali
- Campionato georgiano: 1

Dinamo Tbilisi: 2004-2005
- Coppa di Georgia: 1

Dinamo Tbilisi: 2003-2004
- Supercoppa di Georgia: 1

Dinamo Tbilisi: 2005
- Campionato uzbeko:

Paxtakor: 2012, 2014, 2015
Lokomotiv Tashkent: 2016, 2017, 2018
- Coppa dell'Uzbekistan: 3

Paxtakor: 2011
Lokomotiv Tashkent: 2016, 2017

#### Competizioni internazionali
- Coppa dei Campioni della CSI: 1

Dinamo Tbilisi: 2004